# Waterkrachtcentrale Höljes
De Höljes waterkrachtcentrale (Zweeds: Höljes kraftverk) is een waterkrachtcentrale in de Klarälven ten noorden van het dorp Höljes. Het is de grootste centrale van Värmland en tevens van de Klarälven. De afvoer van de centrale regelt ook de productie van de andere waterkrachtcentrales lager aan de rivier.
De dam is 400 meter breed en heeft een valhoogte van 88 meter. De dam werd gebouwd van 1957 tot 1961. Vóór de dam bevindt zich het Höljessjön (Höljesmeer) van 18 vierkante kilometer.